# ریوکو فوجینو
ریوکو فوجینو (انگلیسی: Ryōko Fujino؛ زادهٔ ۲ فوریهٔ ۲۰۰۰) بازیگر اهل ژاپن است. وی از سال ۲۰۱۵ میلادی تاکنون مشغول فعالیت بوده‌است.